# Fomoria luisae
Fomoria luisae is een vlinder uit de familie van de dwergmineermotten (Nepticulidae). De wetenschappelijke naam voor deze soort is voor het eerst voorgesteld door Josef Wilhelm Klimesch in een publicatie uit 1978.

## Verspreiding
De soort komt voor in Europees Turkije.

## Waardplanten
De rups leeft op Hypericum calycinum (Hypericaceae).